# Abaria boripat
Abaria boripat är en nattsländeart som beskrevs av Malicky och Chantaramongkol 1993. Abaria boripat ingår i släktet Abaria och familjen Xiphocentronidae. Inga underarter finns listade i Catalogue of Life.